# ハネオツパイ属
ハネオツパイ属（ハネオツパイぞく、学名：Ptilocercus）は、登木目に分類されるハネオツパイ科 （Ptilocercidae）の唯一の属。

## 分類
以前はツパイ科のハネオツパイ亜科Ptilocercinaeとされていたが、1998年に独立した科として分類されるようになった。分子系統解析では、2011年の研究では約6019万年前、2023年の研究では約4632万年前（5753–3428万年前）にツパイ科との共通祖先から分岐したという結果が得られている。
現在、本属（および本科）は、東南アジアに現生する唯一の種であるハネオツパイ（Ptilocercus lowii）に代表される。しかし、この属は非常に古く、すべての登木目の中で最も原始的であると考えられている。2016年、約3400万年前の前期漸新世の中国雲南省に生息していたとされる新種が発見され、Ptilocercus kylinと命名された。種小名kylinは「麒麟」の意で、模式産地周辺の市轄区である麒麟区に由来する。この化石種は現生種であるハネオツパイと非常によく似ているため、姉妹群であると考えられた。これは、ハネオツパイ科が何百万年もの間ほとんど変化せずに進化してきたことを示唆している。